# Блек-Кантрі дербі
Блек-Кантрі дербі (англ. Black Country derby) — назва футбольних матчів між англійськими клубами «Вест Бромвіч Альбіон» і «Вулвергемптон Вондерерз». Це спортивне дербі між командами, розташованими в регіоні Блек-Кантрі, графство Західний Мідленд.
Одне з найстаріших дербі у світовому футболі: перша офіційно визнана зустріч між командами відбулася 2 січня 1886 року в Кубку Англії, а 15 грудня 1888 року «Вулвергемтон» зіграв проти «Вест Бромвіча» в рамках першого сезону Футбольної ліги. Суперництво між двома клубами завжди було запеклим, але особливу принциповість воно набуло у 1950-ті роки, коли «Вулвергемптон» був одним з домінуючих клубів в Англії, але й у «Альбіон» була сильна команда з такими гравцями як Ронні Аллен і Дерек Ківан.

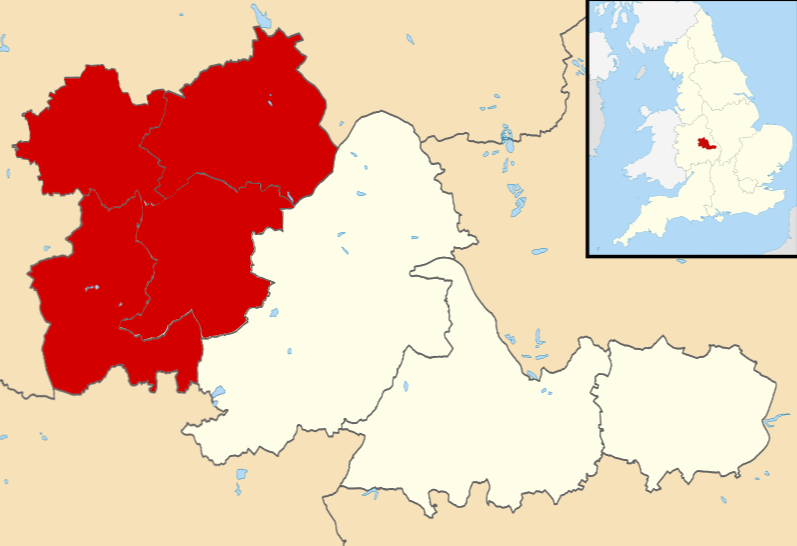
Блек-Кантрі

Також під «Блек-Кантрі дербі» розуміють матчі однієї з двох вищеназваних команд проти «Волсолла», розташованого у тому ж регіоні, втім ця команда здебільшого грає у більш низьких дивізіонах і рідко пенетинається з своїми головними суперниками: «Альбіон» і «Вондерерз» провели між собою 160 матчів, «Альбіон» і «Волсолл» — 14, а «Вондерерз» і «Волсолл» — 16. 
За результатами опитування 2008 року, в якому взяло участь 6000 вболівальників, дербі між «Вест Бромвіч Альбіон» і «Вулвергемптон Вондерерз» було визнано найбільш принциповим дербі в англійському футболі.

## Історія
Перші дербі Блек-Кантрі пройшли ще до утворення Футбольної ліги. 20 січня 1883 року «Вест Бромвіч Альбіон» зіграв проти «Вулвергемптон Вондерерз» в третьому раунді Великого кубка Бірмінгема (англ.  Birmingham Senior Cup), здобувши перемогу з рахунком 4:2. Перший офіційний матч між командами пройшов у 1886 році в рамках Кубка Англії, перемогу в ньому здобув «Альбіон». Рік потому в Кубку Англії «Альбіон» знову виграв дербі. В обох випадках «Вест Бромвіч» виходив у фінал Кубка Англії. Перші матчі між «Волсоллом» і «Вулвергемптоном» і «Вест Бромвічем» також пройшли в рамках Кубка Англії, в 1889 і 1900 роках відповідно.
У 1888 році «Вест Бромвіч Альбіон» і «Вулвергемптон Вондерерз» були серед клубів-засновників Футбольної ліги Англії. Дербі між ними регулярно проходили протягом перших 13 сезонів існування Футбольної ліги з 1888 по 1901 рік.
Піку протистояння дербі досягло в 1950-ті роки, коли і «Вест Бромвіч Альбіон», і «Вулверхемптон Вондерерс» боролися за трофеї. Обидва клуби грали в Першому дивізіоні з 1949 по 1965 рік. «Вовки» в 1950-ті роки фінішували в першій трійці чемпіонату дев'ять разів, тричі ставши чемпіонами і двічі вигравши Кубок Англії в той період. «Вест Бромвіч» також був сильною командою, відрізняючись яскравою грою в атаці; в 1954 році «дрозди» виграли Кубок Англії, а в чемпіонаті посіли друге місце (поступившись титул «Вулвергемптону»). Сезон 1953/54 є єдиним, в якому дві команди зайняли дві верхні рядки в чемпіонаті Англії за підсумками сезону. «Вовки» набрали 57 очок, випередивши «дроздів» на 4 очки. У тому ж році обидві команди зустрілися в рамках Суперкубка Англії, який завершився з рахунком 4:4.